# Waldemar Bastos
Pour les articles homonymes, voir Bastos.
Waldemar Bastos, né le 4 janvier 1954 à Mbanza-Kongo et mort le 10 août 2020 à Lisbonne, est un musicien et chanteur angolais qui conjuguait dans sa musique, Afropop, Fado et influences brésiliennes.

## Biographie
Waldemar Bastos est né en janvier 1954 dans le nord de l’Angola, à São Salvador do Congo (renommée ulrtérieurement en Mbanza-Kongo), près de la frontière avec la République démocratique du Congo (le Zaïre à l’époque). Ses parents sont infirmiers. Son père joue de l’orgue à l’église catholique, et ses premières influences musicales sont les chants religieux. Mais il a aussi la possibilité de découvrir Nat King Cole, les Shadows, les Beatles, etc.. Au début des années 1970, il est ponctuellement arrêté par les autorités coloniales portugaises, inquiètes de son intérêt pour les musiques traditionnelles africaines. « C’était une façon de m’intimider. L’emprisonnement a duré six mois, puis j’ai été assigné à résidence. La sanction a pris fin au bout de deux ans, avec la révolution des œillets, en 1974 ».
Il vit au Brésil dans la première partie des années 1980 et y enregistre son premier album, Estamos Juntos, en 1986 , sur lequel interviennent Chico Buarque, Martinho da Vila ou encore João do Vale. Cet album contient également le titre Velha Chica, qui va devenir la plus célèbre de ses compositions en Angola. Il s'installe ensuite dans la capitale du Portugal, y tenant notamment avec son épouse un restaurant, Agua do Bengo. Il enregistre de nouveaux albums, Angola Minha Namorada sorti en 1990, Pitanga Madura en 1992, puis Preta Luz 998. Cet enregistrement a un succès international,,. Il signe encore en 2005 l’album Renascence, des ballades ou des airs enjoués pour un Angola sorti de la guerre civile, puis Love Is Blindness en 2008. Classics of my Soul paru en 2012 est son ultime album de son vivant, enregistré avec le London Symphony Orchestra.
Il meurt le 10 août 2020 à Lisbonne, à l’âge de 66 ans, des suites d’un cancer,.

## Discographie
- 1983: Estamos Juntos (EMI Records Ltd)
- 1989: Angola Minha Namorada (EMI Portugal)
- 1992: Pitanga Madura (EMI Portugal)
- 1997: Preta Luz (Luaka Bop)
- 2004: Renascence (World Connection)
- 2008: Love Is Blindness
- 2012: Classics of my soul